# Nicolas Frémin de Beaumont
Nicolas Frémin de Beaumont (Coutances, 10 april 1744 - Anneville-sur-Mer, 31 december 1820) was een Frans bestuurder en was tussen 1810 en 1814 prefect van het departement Monden van de Rijn.

## Biografie
Nicolas Frémin de Beaumont kwam uit een aanzienlijke familie uit Normandië en hij begon zijn bestuurlijke carrière al ten tijde van de regering van Lodewijk XVI van Frankrijk. Vlak voor de Franse Revolutie werd hij benoemd tot burgemeester van Coutances. Deze positie behield hij tot 1790. Hij kreeg vervolgens enkele gerechtelijke posities voor hij subprefect van Coutances werd ten tijde van het Consulaat. Daarnaast was Frémin de Beaumont lid van het Corps législatif van het departement waar hij gezien werd als een expert in financiële zaken.
Frémin de Beaumont was een protegé van Charles-François Lebrun aan wie hij zijn benoeming als prefect van de Monden van de Rijn had te danken in april 1810. Bij zijn aantreden ondervond hij moeilijkheden van de stad Nijmegen die de samenvoeging met het voormalige Staats-Brabant niet zag zitten. Bij de Brabanders werd hij positiever ontvangen en werd hij gezien als een gematigde bestuurder. Er was in Brabant, net als elders in het ingelijfde gebied, enige oproer tegen de Franse dienstplicht. Frémin de Beaumont vertrok op 11 december 1813 uit Brabant nadat de Franse macht in het land aan het wankelen was gebracht door de opmars van de geallieerden na de Slag bij Leipzig. Na de Restauratie van het Franse koningshuis werd hij benoemd tot prefect van de Vendée.